# Miguel Primo de Rivera
Pour les articles homonymes, voir Primo de Rivera.
Ne doit pas être confondu avec Miguel Primo de Rivera (1904-1964), un autre homme politique espagnol.
Primo de Rivera y Orbaneja est un nom espagnol. Le premier nom de famille, en général paternel, est Primo de Rivera ; le second, en général maternel, souvent omis, est Orbaneja.

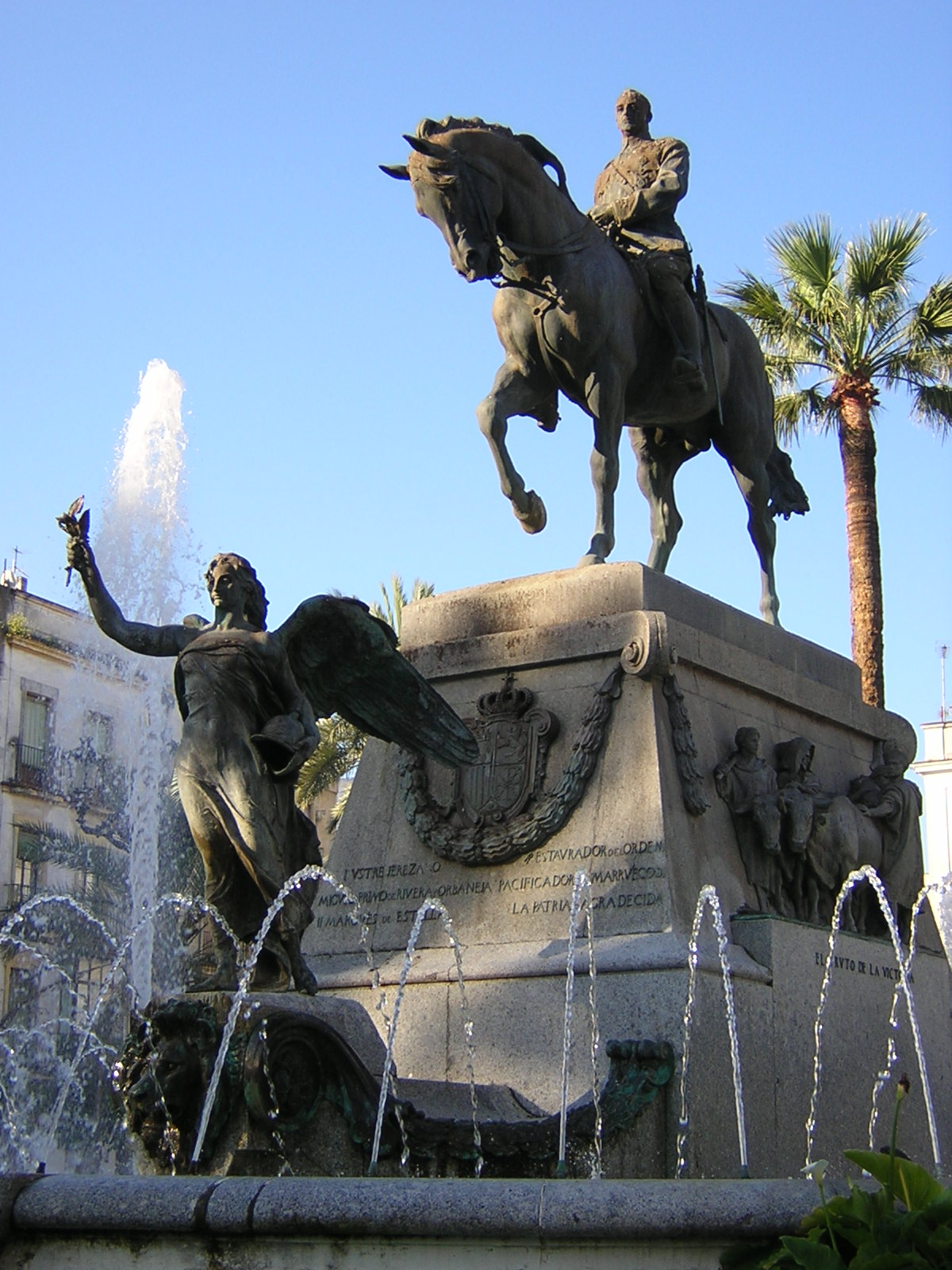
Monument dédié à Miguel Primo de Rivera, à Jerez de la Frontera (Mariano Benlliure).

Miguel Primo de Rivera y Orbaneja (Jerez de la Frontera, 8 janvier 1870 – Paris, 16 mars 1930) est un général et homme d'État espagnol. Il dirige l’Espagne du 13 septembre 1923 (coup d’État à Barcelone) au 28 janvier 1930, date de sa démission.
Il est le père de José Antonio Primo de Rivera, fondateur de la Phalange espagnole.

## Jeunesse
Miguel Primo de Rivera est né le 8 janvier 1870 à Jerez de la Frontera, en Andalousie. Sa famille, principalement composée de militaires, appartenait à l’aristocratie andalouse. Son père était un colonel à la retraite, sa mère s’appelait Fernandina de Busqueros (1845 – 1892). Son oncle, Fernando, était capitaine à Madrid et allait devenir le premier marquis d’Estella. Il fut plus tard un des héros de la dernière guerre carliste, gouverneur des Philippines et plusieurs fois ministre de la Guerre. Fernando Primo de Rivera a aussi participé au complot restaurant la monarchie constitutionnelle en 1875, qui mit fin à la Première République d’Espagne. Avant d’entreprendre une carrière militaire, Miguel Primo de Rivera a étudié l’histoire et l’ingénierie. Il intègre ensuite l’académie militaire de Madrid.

## Carrière militaire
Après ses études à l’académie militaire, il part servir aux colonies. Sa première mission se déroule au Maroc en 1893, mission pour laquelle il reçoit une décoration. Deux ans plus tard il part pour Cuba puis se rend aux Philippines espagnoles jusqu’en 1898. Il se distingue très vite par ses capacités militaires ainsi que par son patriotisme, notamment contre les Berbères au Maroc. Il ne tarde pas à occuper des fonctions militaires importantes.
Primo de Rivera est convaincu que l’Espagne ne peut conserver ses colonies d’Afrique du Nord. Il considère que l’Espagne doit se retirer du Maroc espagnol. Il assiste aussi à la défaite face aux États-Unis en 1898 qui conduit à la perte de Cuba et des Philippines. Par la suite, Primo de Rivera est envoyé à Madrid pour travailler au ministère de la Guerre avec son oncle, Fernando.
En 1902, il épouse Casilda Saenz de Heredia, une jeune hispano-cubaine. Ils ont six enfants entre 1902 et 1908, année du décès de sa femme. Un an plus tard, il est envoyé en France et en Suisse pour une mission militaire. Primo de Rivera est de plus en plus inquiet pour l’avenir de son pays. Il est promu capitaine général alors qu’il retourne au Maroc espagnol.
Il prend un commandement en métropole en 1915, comme gouverneur militaire de Cadix. Pendant la Première Guerre mondiale, il occupe le poste d’observateur sur le front ouest. Puis il est capitaine général à Valence (1919), et à Madrid. Il est finalement nommé au poste difficile de capitaine général de Catalogne en 1922, afin de rétablir l’autorité de gouvernement que des insurrections constantes avaient affaibli ; il s’y emploie avec énergie et efficacité.

## L'arrivée au pouvoir: lepronunciamientodu 13 septembre 1923
Miguel Primo de Rivera entend alors tirer profit de la crise multiforme que l’Espagne connaît. L’instabilité ministérielle se conjugue avec des attentats anarchistes (un Premier ministre, Eduardo Dato Iradier, est assassiné en 1921). Dans ce contexte, Alphonse XIII songe un temps à prendre lui-même l’initiative d’une abolition du régime parlementaire mais y renonce. Miguel Primo de Rivera réalise à Barcelone un coup d’État, le 13 septembre 1923, contre le gouvernement de Madrid. Il publie un manifeste revêtant la forme d’un pronunciamiento classique, où il déclare vouloir sauver le pays des « politiciens professionnels », et proclame la dissolution des Cortes et du gouvernement. En dehors de la Catalogne, les garnisons de Saragosse et de Bilbao sont seules à le suivre. Le capitaine général de Valence reste sourd, les troupes des Baléares tardent à réagir, la marine demeure neutre de même que la Garde civile. De façon plus malencontreuse encore, le général Queipo de Llano, capitaine général de Madrid, paraît un moment susceptible d’écouter ceux qui le poussent à se « contre prononcer » en faveur des autorités légales. Le putsch n’est tiré de ce mauvais pas que par l’indécision du gouvernement et la bonne grâce du roi, qui refuse de réunir les Cortes comme le lui demande le président du Conseil.
Ce refus scelle le décès du régime parlementaire. Bafoué, le gouvernement démissionne le 15 septembre. Le même jour, Alphonse XIII confie au général Primo de Rivera le soin d’en constituer un nouveau avec les pleins pouvoirs.

## Le régime dictatorial

### Le Directoire militaire (1923-1925)
La dictature ne rencontre à ses débuts que peu de résistances, Primo de Rivera jouant habilement afin de s'assurer un maximum de soutien. Il jure que son régime militaire n'est qu'une transition vers un gouvernement civil élu démocratiquement. Son coup d'État est justifié par son aspect « salvateur », le pays ayant besoin d'être « régénéré ». La principale source d'inspiration de Primo de Rivera est en effet le régénérationnisme, mouvement intellectuel espagnol de la fin du XIXe siècle s'interrogeant sur les causes de la décadence de l'Espagne en tant que nation. Son objectif est ainsi de restaurer l'ordre social et d'éliminer le caciquisme.
Pour installer sa dictature, Primo de Rivera s'inspire du modèle fasciste de Mussolini, tout en étant moins autoritaire. Le nouveau régime est de fait plutôt conservateur. Les deux premières années de la dictature douce sont toutefois les plus répressives du régime de Primo de Rivera, et aussi celles comportant le plus de décisions spectaculaires. L’état de guerre est déclaré à partir du 14 septembre 1923, et ce jusqu'au 16 mars 1925.
Politiquement, Primo de Rivera commence par suspendre la constitution. Cet acte supprime de fait la liberté d'expression par l'instauration d'une censure interdisant toute critique du gouvernement. Il choisit de rendre illégal la CNT et de poursuivre les anarchistes et les communistes, ayant refusé la dictature et appelant à la révolution. Il prend aussi la décision d'éliminer les différents partis politiques existants pour ne créer qu'un parti unique sur le modèle italien, l'Union patriotique, en 1924. En accord avec la doctrine régénérationniste, Primo de Rivera souhaite ainsi mener le pays d'une main de fer. Il dissout les Cortes et forme un directoire composé exclusivement de militaires. Il met par ailleurs la main, via un décret royal, sur l'ensemble des prérogatives de l'exécutif. Chef du gouvernement et unique ministre, Primo de Rivera a les mains entièrement libres pour exercer le pouvoir à sa guise. Par la publication de nombreux décrets et circulaires, il peut ainsi mener une politique de réformes ambitieuses.
Accueilli plutôt favorablement par les régionalistes lors du pronunciamiento, Primo de Rivera n'hésite pourtant pas à supprimer la Mancommunauté de Catalogne, organe administratif exclusif de la région depuis le XVIIIe siècle, ni à interdire l'usage des langues autres que le castillan pour les écrits administratifs. Les symboles régionaux, tels que les drapeaux basque ou catalan, sont eux aussi interdits.
Socialement, les premières années de la dictature se passent sans heurts. Primo de Rivera est parvenu à s'attacher le soutien des travailleurs en imitant pour partie l’œuvre de Mussolini en Italie. Il crée 27 corporations représentant différentes branches de l'industrie et différentes professions. Dans chaque corporation, un arbitre gouvernemental tranche les conflits relatifs aux conditions de travail, aux salaires, etc. Cette politique corporatiste explique pour partie la coopération tacite des socialistes et de l'UGT à la dictature, les travailleurs obtenant là plus de pouvoir qu'auparavant, malgré un musellement par l’État.
Dans le domaine économique, afin de relancer un pays à la croissance atone depuis la fin de la Grande Guerre, il renforce le protectionnisme étatique en faveur de l'industrie nationale et prend l'initiative de grands projets publics, notamment dans le domaine des infrastructures (réseaux routier et ferroviaire, houille blanche, etc.). Le chômage est quasiment résorbé. L'éducation, dans l'optique régénérationniste, est une priorité. Miguel Primo de Rivera lance en ce sens la construction de nouvelles écoles et augmente la dotation de l'instruction publique de 58 %.
Le début de la dictature connaît aussi le succès militaire. Malgré ses réticences à la colonisation africaine, Primo de Rivera finit par s'y résoudre lorsque se pose le problème des évolutions de carrière des officiers. Il faut en effet pour le chef de l’État trouver un compromis entre la progression à l'ancienneté ou au mérite, la loi de 1918 favorisant la première option ; et ce, sans pour autant perdre le soutien de l'armée. Primo de Rivera parvient à négocier un accord avec les Français afin de mettre un terme à la rébellion des Marocains menés par Abd El-Krim. Commandant personnellement les armées espagnoles lors du débarquement d'Al-Hoceima le 8 septembre 1925, Primo de Rivera emporte une victoire éclatante et défait le chef marocain. La défaite d'Annoual, cause directe du pronunciamiento de 1923, est ainsi effacée. Décoré de la croix de l'ordre de Saint-Ferdinand, ce grand succès militaire l'incite à institutionnaliser sa dictature de manière plus durable.

### Le Directoire civil (1925-1930)
Originellement, pour Primo de Rivera, la dictature ne devait être que brève et ne servir que de transition pour renouveler les élites du pays tout en conservant la Constitution de 1876. Cependant, à partir de 1925, il cherche à obtenir une nouvelle forme de légitimité en s'appuyant sur une large base sociale. Profitant du prestige suscité par ses victoires militaires, le dictateur prend finalement la décision de rétablir le poste de président du Conseil des ministres le 3 décembre 1925, et d'ouvrir le directoire à des personnalités issues du civil. Des hommes issus de l'ancien système des partis reviennent ainsi au gouvernement, tels que José Calvo Sotelo au Budget, Galo Ponte y Escartín (es) comme ministre de la Grâce et de la Justice et Eduardo Callejo de la Cuesta comme ministre de l'Instruction publique, entre autres. La Constitution reste cependant suspendue.

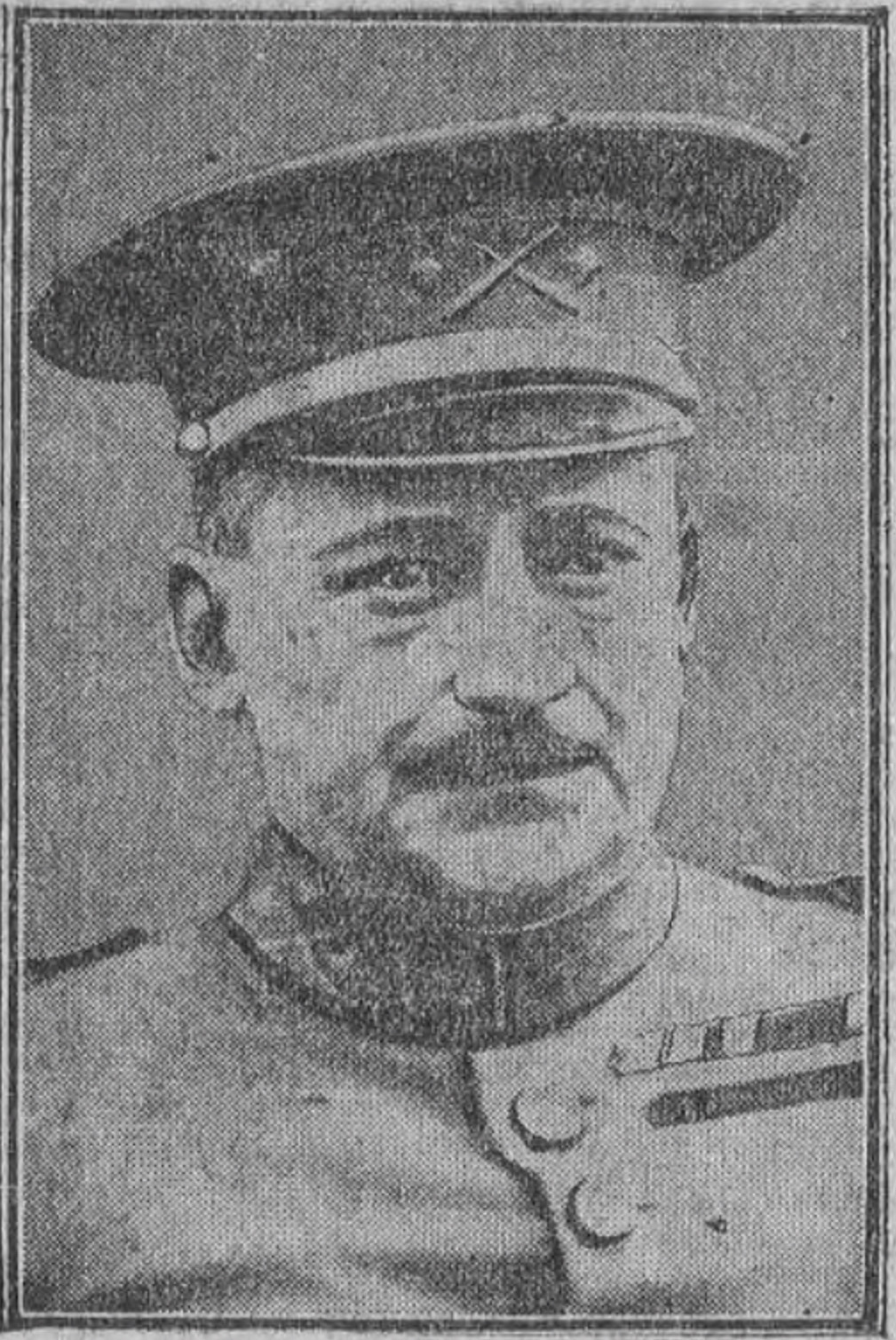
Le général Primo de Rivera en costume militaire.

Après avoir remporté avec succès le plébiscite des 11 et 13 septembre 1926, Primo de Rivera met en place une assemblée nationale consultative en 1927 afin de donner une image démocratique de son régime et tenter de conserver le soutien du PSOE et de l'UGT. Ce Parlement est privé du pouvoir législatif complet, pouvant seulement proposer des projets de loi. L'élection de ses membres n'est pas démocratique : elle passe par un système corporatiste verrouillé par l’État. Cette chambre avait pour mission de rédiger une constitution afin de remplacer celle de 1876, libérale, par une constitution autoritaire stable, qui ne dépassa jamais le stade d'avant-projet dédaigné par l'exécutif.
Ces ouvertures factices vers la démocratie ne peuvent masquer les carences du régime, dont la légitimité est tout entière fondée sur l'obligation de résultat. Lorsque survient la crise de 1929, l'embellie économique des années 1920 s'évapore en quelques mois, illustrant les limites d'une croissance artificielle. La constitutionnalisation du régime sans cesse retardée ne fait qu'empirer l'instabilité politique et sociale. Miguel Primo de Rivera perd progressivement l'ensemble des soutiens qui lui permettaient de se maintenir au pouvoir jusque-là. L'armée elle-même, fondement du coup d’État de 1923, ne constitue plus un appui suffisant, échaudée par la volonté réformatrice du dictateur qui souhaitait réduire le nombre d'officiers dans un souci d'économie et d'efficacité. Différents coups d’État sont ainsi préparés.

## Démission et fin de vie
Primo de Rivera est conscient de son isolement profond et de son éviction proche. Il fait savoir par voie de presse, le 26 janvier 1930, qu'il se soumet à « l'épreuve sensationnelle et décisive » de son maintien ou non au pouvoir selon le choix de ses pairs. Il ne reçoit aucune réponse positive : l'armée l'a porté au sommet de l’État autant qu'elle est l'artisan de sa chute. Affaibli depuis plusieurs années par un diabète, Miguel Primo de Rivera est contraint de présenter sa démission au roi Alphonse XIII le 28 janvier 1930, encouragé fortement par celui-ci qui craint pour la pérennité de la monarchie. Il s'exile alors à Paris, où il meurt au bout de six semaines des suites de sa maladie[réf. à confirmer], dans l'hôtel Pont Royal situé dans le 7e arrondissement.